# دانا تايلر
دانا تايلر (بالإنجليزية: Dana Tyler)‏ هي صحفية أمريكية، ولدت في 24 نوفمبر 1958 في الولايات المتحدة.